# Stefan Mücke (Footballspieler)
Stefan Mücke (* 7. April 1969) ist ein ehemaliger deutscher Footballspieler.

## Laufbahn
Mücke rückte 1987 von der Jugend der Berlin Adler in die Herrenmannschaft des Vereins auf. Mit den Adlern gewann der in der Offensive Line eingesetzte Spieler 1987, 1989, 1990, 1991 und 2004 die deutsche Meisterschaft sowie 2008 den europäischen Wettbewerb EFAF Cup. Ebenfalls 1994 stand er mit Berlin im Endspiel um die deutsche Meisterschaft, unterlag dort aber wie auch im Eurobowl 1991.
Mücke ist der einzige deutsche Footballspieler, der jeweils in den 1980er, 1990er und 2000er Jahren deutscher Meister wurde. Nach dem zwischenzeitlichen Abstieg aus der höchsten deutschen Spielklasse kehrte Mücke 2001 mit den Adlern als Meister der zweiten Liga in die Bundesliga zurück. Mehrmals wurde er in die deutsche Nationalmannschaft berufen, bestritt aber kein Länderspiel, da die angesetzten Partien letztlich jeweils nicht ausgetragen wurden. Ende August 2008 zog sich Mücke im Alter von 39 Jahren als Footballspieler zurück, ehrenhalber wird bei den Adlern die von ihm getragene Rückennummer 53 nicht mehr vergeben.
Bereits während seiner Spielerzeit brachte sich Mücke als stellvertretender Vorsitzender der Berlin Adler in die Vereinsarbeit ein, er übte dieses Amt zunächst zwischen 1997 und 2012 aus. Von März 2015 bis November 2019 war er Präsident der Adler und anschließend wieder stellvertretender Vorsitzender.